# Parc logistique alimentaire de Lagos
Le Lagos Food Security Systems and Central Logistics Park est un centre logistique nigérian en construction à Ketu-Ereyun, entre Epe et Ikorodu. Une fois achevé, il s'agira du plus grand centre de logistique alimentaire d'Afrique subsaharienne.

## Contexte

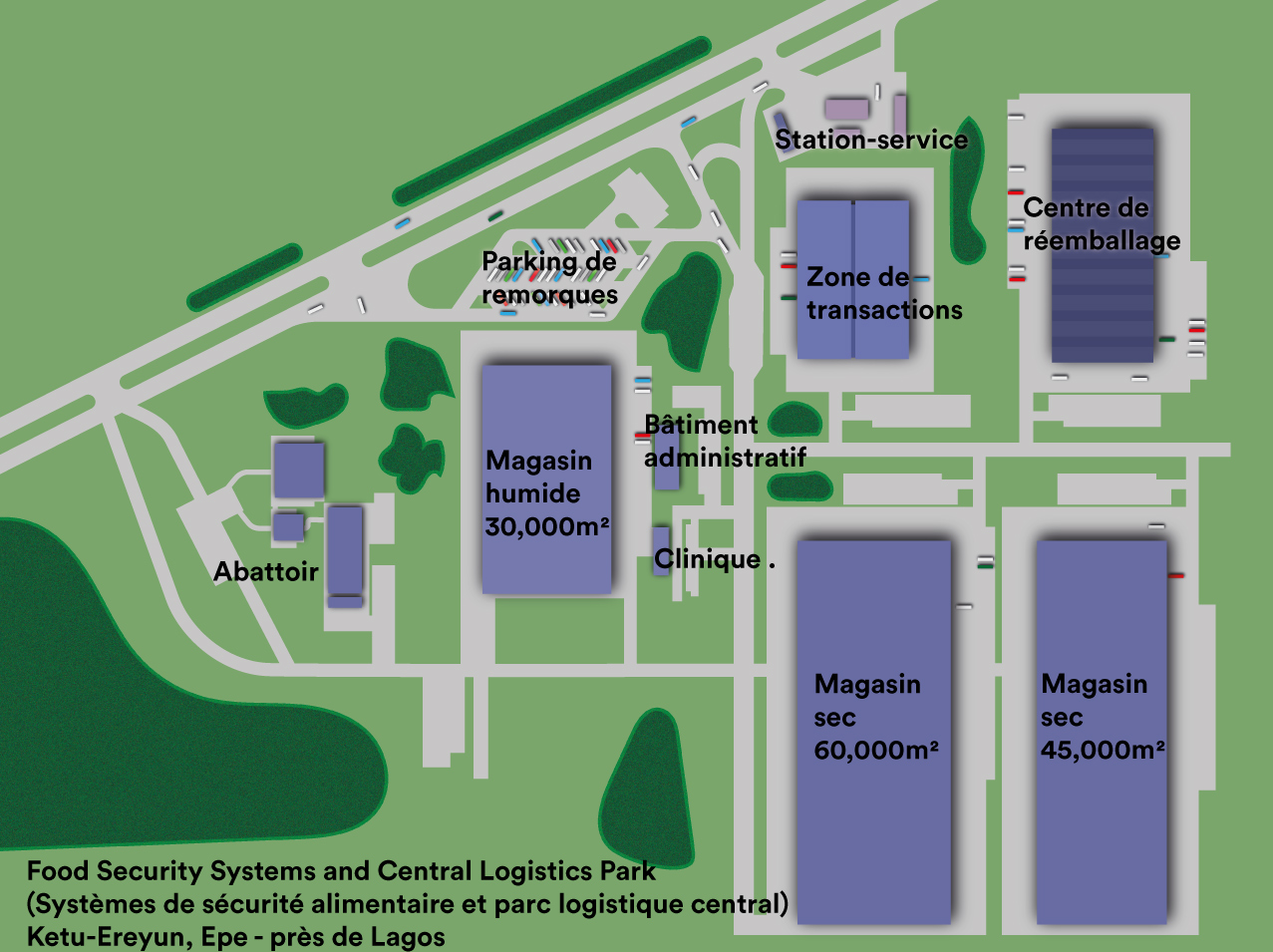
Vue d'oiseau

La valeur annuelle des transactions alimentaires à Lagos est estimée à 10 milliards USD. Cependant, les agriculteurs perdent chaque jour 40 % de ces produits en raison de l'absence d'infrastructures de stockage post-récolte.
Une fois achevé, le centre logistique devrait fournir des revenus directs à plus de cinq millions de commerçants de la chaîne de valeur agricole, tout en assurant un approvisionnement alimentaire ininterrompu à plus de dix millions d'habitants de Lagos pendant au moins quatre-vingt-dix jours en période de pénurie.
La plateforme alimentaire centrale devrait garantir des rendements plus élevés aux agriculteurs et aux investisseurs agro-industriels, éliminer un certain nombre d'intermédiaires et améliorer l'accès à des services de transformation et de conditionnement sophistiqués. Le centre logistique devrait contribuer à réduire les coûts logistiques tout en assurant la normalisation de la quantité et de la qualité des produits agricoles. Il devrait également améliorer la productivité et garantir des rendements plus élevés aux agriculteurs en éliminant plusieurs intermédiaires. Il devrait offrir aux agriculteurs un meilleur accès à des services modernes de transformation et de conditionnement et générer des données utiles pour les agences gouvernementales, les acteurs du secteur privé et les organisations multilatérales.

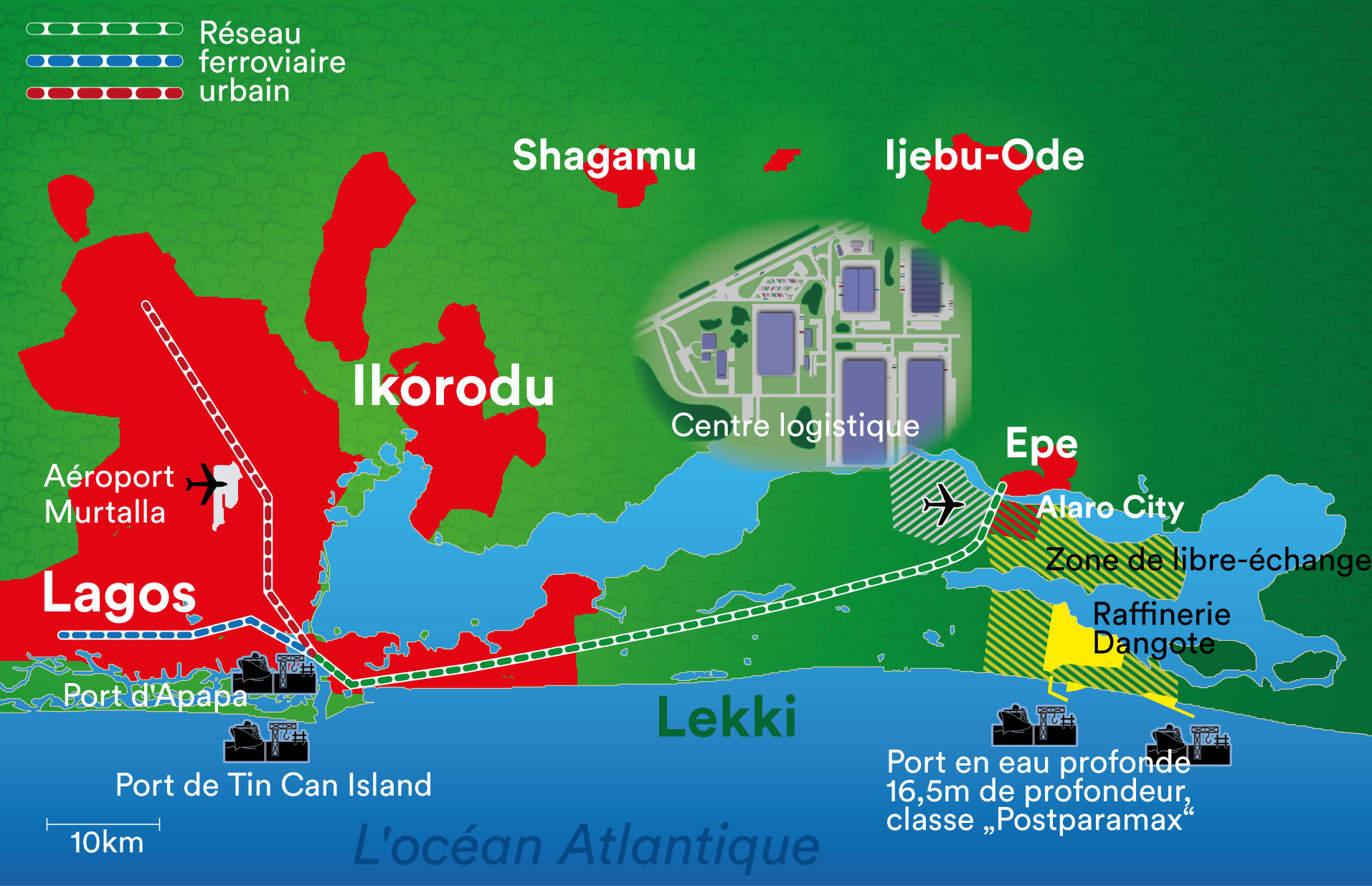
Situation dans l'État de Lagos

Les valeurs d'usage du centre logistique devraient également permettre au gouvernement de développer des données significatives pour la planification publique et les prévisions d'investissement du secteur privé.
Le choix de l'emplacement était important pour le projet étant donné sa proximité avec les communautés agricoles et sa facilité d'accès.

## Construction
L'usine est construite sur un site de 1,2 million de mètres carrés à Ketu-Ereyun, Epe. Elle stockera le contenu de plus de 1 500 camions et devrait répondre aux besoins quotidiens de dizaines de milliers d'acteurs de la chaîne de valeur alimentaire tout au long de l'année.
La construction a commencé en août 2022 et le projet devrait être achevé au quatrième trimestre de 2024.